# Hénótikon
A Hénótikon vagy egyéb átírásokban Henotikon, Hénotikon, Hénótikón (görög: ἑνωτικόν, jelentése: egységhit) Zénón bizánci császár 482-ben kiadott ediktumának címe.

## Az egységformula
A hitvallást a császár megbízásából Akakiosz konstantinápolyi pátriárka dolgozta ki a monofizita viszályok megszüntetése céljából. Az iratban elítélte Nesztorioszt, továbbá Eutükhészt egyaránt, és elfogadta a nikaiai, konstantinápolyi és efezusi (epheszoszi) zsinatok döntéseit, ugyanakkor elvetette a monofizitizmust elvető khalkédóni zsinat végzését.
Határozottan elismerte Alexandriai Kürillosz tizenkét tételét (anatémáját), kinyilvánította hogy a "Szentháromság egyik személye megtestesült", nem tett említést sem egy, sem két természetről, és végül elítélt mindenfajta, "akár Khalkédónban, akár más zsinaton támogatott" eretnekséget.

## Utána
Az egységformulát a császár tekintélye alapján léptették érvénybe. Alexandria monofizita pápája írta alá, s a görög kelet egyházai újra összhangban és egyetértésben voltak egymással.
Ezután 484-ben III. Félix római pápa kiátkozta Akakiosz pátriárkát, többek közt mivel az közösségre lépett a monofizita III. Péter (Petrus Mongus) alexandriai pápával. Kiközösítette a bizánci császárt is. Ennek következtében szakadás keletkezett a keleti (Konstantinápoly) és nyugati egyház (Róma) között. Ezt nevezték Akakiosz-féle skizma (egyházszakadás) néven.
A Hénotikon keleten hivatalos hitvallás maradt mindaddig, míg 519-ben I. Iusztinosz császár helyre nem állította az egységet a nyugati (római) egyházzal. Ekkor aláírták a Regula fidei-t és elfogadták a római hitvallást.
Később más civódó felek kibékítésére célzó iratokat is gyakran Hénótikonnak mondták.